# 蟹江郵便局
蟹江郵便局（かにえゆうびんきょく）は、愛知県海部郡蟹江町本町8丁目170にある郵便局。民営化前の分類では集配普通郵便局であった。

## 沿革
- 1880年（明治13年）4月1日 - 蟹江本町（かにえほんまち）郵便局（五等）として開設[1]。
- 1884年（明治17年）6月30日 - 廃止。
- 1888年（明治21年）10月1日 - 再設置。
- 1890年（明治23年）4月1日 - 蟹江郵便局に改称。同年10月16日より為替取扱を開始。
- 1900年（明治33年）2月16日 - 蟹江郵便電信局となる。
- 1903年（明治36年）4月1日 - 通信官署官制の施行に伴い蟹江郵便局となる。
- 1947年（昭和27年）1月1日 - 国際電報および内国欧文電報の受付・配達事務を開始[2]。
- 1960年（昭和35年）3月1日 - 電話交換事務の取扱を蟹江電報電話局に移管[3]。
- 1962年（昭和37年）1月 - 局舎落成。
- 1962年（昭和37年）12月16日 - 電話通話、和文電報受付・配達、欧文電報受付・配達、国際電報受付・配達の各業務を蟹江電報電話局に移管。
- 1963年（昭和38年）11月30日 - 風景入通信日附印の使用を開始。
- 1967年（昭和42年）12月11日 - 特定郵便局から普通郵便局に局種別改定。
- 1978年（昭和53年）3月13日 - 和文電報受付および電話通話業務を開始。
- 2000年（平成12年）8月14日 - 外国通貨の両替および旅行小切手の売買に関する業務取扱を開始。
- 2007年（平成19年）10月1日 - 民営化に伴い、併設された郵便事業蟹江支店に一部業務を移管。
- 2012年（平成24年）10月1日 - 日本郵便株式会社発足に伴い、郵便事業蟹江支店を蟹江郵便局に統合。
- 2014年（平成26年）1月11日 - 所在地の町名変更により蟹江町蟹江本町ソノ割56-2から蟹江町本町8丁目170に変更。

## 取扱内容
- 郵便、印紙、ゆうパック、内容証明
- 貯金、為替、振替、振込、国際送金、外貨両替・トラベラーズチェック、国債、投資信託
- 生命保険、バイク自賠責保険、自動車保険、がん保険、引受条件緩和型医療保険、変額年金保険
- ゆうちょ銀行ATM
- 「497-00xx」区域（海部郡蟹江町の全域、あま市（旧海部郡七宝町域））の集配業務
- ゆうゆう窓口

## 周辺
- 蟹江町役場
- 蟹江町歴史民俗資料館
- 蟹江町立蟹江中学校
- 蟹江町立蟹江小学校

## アクセス
- 近鉄名古屋線 近鉄蟹江駅から北へ約500m（徒歩で約6分）。
- JR関西本線 蟹江駅から南へ約1km（徒歩で約12分）。
- お散歩バス（蟹江町コミュニティバス）「蟹江郵便局前」停留所下車。
- 東名阪自動車道 蟹江ICから南東へ約2.5km。
- 駐車場あり：14台